# Rosemary Morgan
Rosemary Morgan (* 25. August 1941) ist eine ehemalige britische Speerwerferin.
Bei den British Empire and Commonwealth Games 1962 in Perth gewann sie für England startend Silber.
Ihre persönliche Bestleistung von 54,19 m stellte sie am 25. April 1964 in Ilford auf.